# 5-я армия Восточного фронта РККА
5-я армия Восточного фронта РККА создана директивой командующего Восточным фронтом РККА от 16 августа 1918 из войск Казанского участка. Входила в состав Восточного фронта (11 апреля — 11 мая 1919 в составе Южной группы армий Восточного фронта), с 15 января 1920 в непосредственном подчинении Революционного военного совета Республики, с 20 апреля 1920 — помощника главкома по Сибири (см. Сибирский военный округ). Расформирована 6 сентября 1922 года.

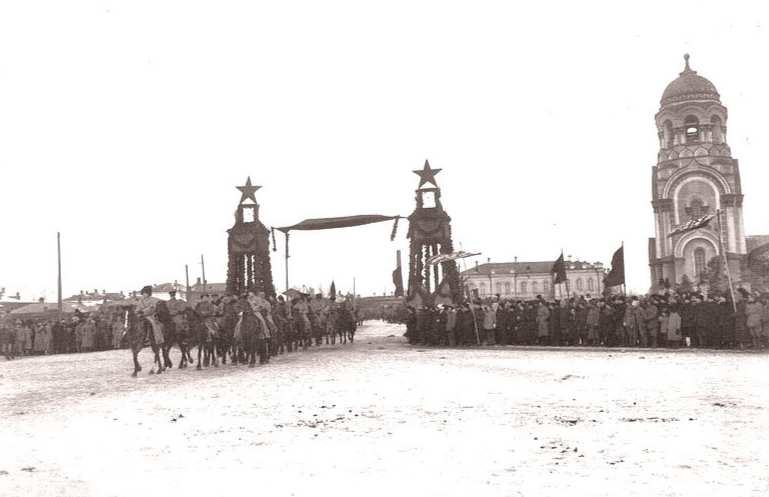
Вступление 30-й стрелковой дивизии армии в Иркутск 7 марта 1920 года

## Состав
В состав 5-й армии входили:

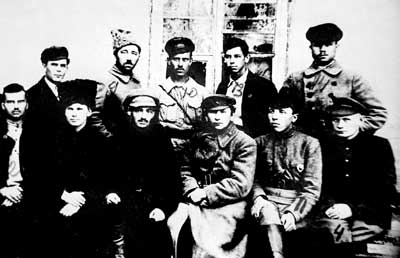
Работники политотдела 5-й армии, 1921 год (Ярослав Гашек — первый ряд, третий справа)

- 1-я Смоленская пехотная дивизия (сентябрь 1918 — апрель 1919);
- 4-я Петроградская пехотная дивизия (впоследствии 11-я стрелковая дивизия, конец сентября 1918 — январь 1919);
- 4-я Восточно-Сибирская стрелковая дивизия (с сентября 1920 года, 26 октября 1920 дивизия была переименована в Первую Сибирскую, а после окончания Крымской операции стала 29-й стрелковой);
- две Уральские Красногвардейские дивизии (январь — ноябрь 1919), в дальнейшем объединённые в 30-ю стрелковую дивизию (см. ниже);
- 2-я Латышская стрелковая дивизия (апрель — май 1919);
- 5-я Пролетарская стрелковая дивизия (июль — ноябрь 1919);
- 13-я кавалерийская дивизия (сентябрь 1918 — апрель 1919, июль — ноябрь 1919, июнь — июль 1920);
- 24-я стрелковая дивизия (июнь — август 1919);
- 25-я стрелковая дивизия (апрель — май 1919);
- 26-я стрелковая дивизия (ноябрь 1918 — июнь 1920);
- 27-я стрелковая дивизия (ноябрь 1918 — май 1920);
- 30-я стрелковая дивизия (ноябрь 1919 — октябрь 1920);
- 31-я стрелковая дивизия (июнь — июль 1919, ноябрь 1920 — август 1922);
- 35-я стрелковая дивизия (апрель 1919 — август 1922);
- 51-я стрелковая дивизия (ноябрь 1919 — август 1920);
- 59-я стрелковая дивизия (октябрь — ноябрь 1919);
- 62-я стрелковая дивизия (декабрь 1919 — февраль 1920);
- Енисейская стрелковая дивизия им. 3-го Интернационала (январь — апрель 1920), затем как Бригада 35-й стрелковой дивизии;
- 5-я кавалерийская дивизия Червоных казаков (июнь 1921 — февраль 1922), часть была расформирована в ходе расказачивания.

## Боевые действия
Вела бои в районе Казани против белогвардейцев и белочехов, взяла Казань (10 сентября 1918) — Казанская операция. 24 сентября Левобережная группа 5-й Армии освобождала Симбирск — Симбирская операция. Осенью — зимой 1918 преследовала войска противника в направлении Чистополя, Бугульмы и Мензелинска, заняла Уфу (31 декабря 1918). 
В марте — апреле 1919 под натиском сил Западной армии отошла с боями из района Уфы до района западнее Бугуруслана и Бугульмы. 
Участвовала в контрнаступлении Восточного фронта 1919 (Бугурусланская операция). В ходе Златоустовской операции 1919 взяла Златоуст (13 июля), а в ходе Челябинской операции 1919 — Челябинск (24 июля). Форсировав с боями реку Тобол, провела Петропавловскую операцию 1919 и заняла Петропавловск (31 октября); разбила омскую группировку противника и взяла Омск (14 ноября 1919); преследовала противника вдоль Сибирской железнодорожной магистрали, взяла Томск (20 декабря 1919), Красноярск (7 января 1920), вела бои в районе Иркутска. Награждена орденом Красного Знамени (1919).
В мае 1920 года армия была передана в подчинение помощнику главнокомандующего вооружёнными силами Республики по Сибири, а впоследствии вошла в состав Восточно-Сибирского военного округа.
1 октября 1920 года начальник оперативного отделения штаба С. М. Шарангович был направлен из Иркутска в Харьков с половиной состава штаба армии на пополнение штаба Южного фронта.
5-я армия участвовала во вторжении в Монголию (май—август 1921), с целю разгрома войск Унгерна. Приказом РВСР от 6 сентября 1922 расформирована, войска переданы в Восточно-Сибирский военный округ.

## Командный состав
Командующие:
- П. А. Славен (16 августа — 20 октября 1918),
- Ж. К. Блюмберг (20 октября 1918 — 5 апреля 1919),
- M. H. Тухачевский (5 апреля — 25 ноября 1919),
- Г. X. Эйхе (25 ноября 1919 — 21 января 1920),
- Кутырев Г. Я. (временно исполняющий должность, 24 января — 3 февраля 1920),
- Гарф В. Е. (временно исполняющий должность, 3 — 8 февраля 1920)
- М. С. Матиясевич (8 февраля 1920 — 27 августа 1921),
- И. П. Уборевич (27 августа 1921 — 14 августа 1922),
- В. В. Любимов (временно исполняющий должность, 14 — 24 августа 1922)
- К. А. Чайковский (24 августа — 6 сентября 1922)[2].

Члены РВС:
- Розенгольц А. П. (18 августа — 15 ноября 1918, 12 апреля — 2 августа *1919),
- Лапин, А. Я. (осень 1918 — 23 августа 1919)
- Межлаук В. И. (8 сентября — 24 октября 1918),
- Смирнов В. М. (26 сентября 1918 — 7 апреля 1919).
- Кизильштейн И. С. (15 нояб. 1918 — 25 янв. 1919),
- Михайлов Б. Д. (25 января — 12 апреля 1919),
- Смирнов И. Н. (1 апреля 1919 — 10 мая 1920),
- Локацков Ф. И. (27 июня — 1 августа 1919),
- Теплов Н. П. (2 июля 1919 — 23 февраля 1920),
- Грюнштейн К. И. (4 августа 1919 — 18 июня 1920, 25 января — 21 сентября 1921),
- Позерн Б. П. (3 февраля — 5 декабря 1920),
- Гончаров Н. К. (23 февраля — 26 марта 1920),
- Петерсон К. А. (10 декабря 1920 — 15 февраля 1921),
- Шумяцкий Б. 3. (31 января 1921 — 27 февраля 1922),
- Мулин В. М. (25 сентября 1921 — 6 сентября 1922).

Начальники штаба:
- Андерсон А. К. (временно исполняющий должность, 16 августа — 22 ноября 1918),
- Ермолин П. И. (22 ноября 1918 — 27 июля 1919),
- Ивасиов Я. К. (27 июля — 3 декабря 1919),
- Кутырев Г. Я. (временно исполняющий должность, 3 декабря 1919 — 8 февраля 1920).
- Гарф В. Е. (8 февраля — 23 июня 1920),
- Смородинов И. В. (временно исполняющий должность, 23 июня — 4 сентября 1920),
- Любимов В. В. (4 сентября 1920 — 6 сентября 1922).

## Политотдел
С началом Гражданской войны политотдел 5-й армии Восточного фронта возглавил Каюров Василий Николаевич.
С октября 1918 по конец 1920 года, при политотделе 5-й армии, работал чешский писатель Ярослав Гашек (с 5 сентября 1919 он был назначен начальником Интернационального отделения). Гашек прошёл с армией путь от Уфы до Иркутска, занимался партийной, политической и административной работой. В это время он активно пишет для органа Политотдела 5-й армии — газеты «Наш путь» (с 15.04.1919 переименована в «Красный стрелок»).
Некоторые статьи и фельетоны писателя, посвящённые 5-й армии:
- Рабочие полки (25 марта 1919)
- К празднику (27 июня 1920)
- Белые о 5-й армии (15 августа 1920)